# Orcs Must Die! 2
Orcs Must Die! 2 é um jogo eletrônico de estratégia de tower defense desenvolvida pela Robot Entertainment como sequência do primeiro Orcs Must Die!, sendo distribuído pela Microsoft Game Studios para PC em 30 de julho de 2012. Em 2 de abril de 2012, a Microsoft anunciou o desenvolvimento de Orcs Must Die! 2 na Penny Arcade Expo em Boston (PAX East), dando ênfase à jogabilidade coop como principal adição em relação ao primeiro jogo.

## Enredo
O jogo se passa dias após os eventos de Orcs Must Die!. A Sorceress se esconde do Mob quando, misteriosamente, um Rift abre próximo a ela. Ela entra no Rift e se encontra na "Dwarven Mines", deparando-se com o Apprentice que agora trabalha nas minas. Ela então pede o seu auxílio para lutar contra os Orcs. Mais tarde, os dois descobrem que cada vez mais Rifts estão sendo abertos em diferentes locais. Eles decidem entrar no Rift e voltar ao Dead World.
É então revelado que o mestre do Apprentice não tinha morrido; ele de fato ainda vivia, e tinha aberto um pequeno e fraco Rift para permitir que a Sorceress fugisse e se encontrasse com o Apprentice para batalharem os Orcs juntos. O mestre diz que começou a abrir os Rifts novamente porque o mundo sem eles não poderia sobreviver sem a magia que estes forneciam.

## Jogabilidade
O jogo possui a mesma jogabilidade do seu antecessor, com a notável adição do antagonista principal do primeiro jogo - a Feiticeira - como personagem jogável; um modo cooperativo no qual dois jogadores se juntam para jogar uma única campanha ou no Endless Mode. O sistema de aperfeiçoamentos com caveiras foi recriado, desta vez recompensando também os jogadores que jogam novamente as fases do jogo, e apresentando novas opções para gastar tais caveiras, em forma de mais armadilhas e armas, múltiplos aperfeiçoamentos para cada, roupas para personagens, outros itens especiais, entre outros.

## Recepção e crítica
Orcs Must Die! 2 foi recebido positivamente pela crítica, com um total de 83 pontos no agregador de críticas Metacritic. Ao mesmo tempo que um dos grandes pontos positivos citado pelos criticos foi a adição de um modo cooperativo, esse também foi considerado um ponto negativo por alguns, como explica Tom Francis, em sua crítica para o site PC Gamer: "[O modo cooperativo] é também um dos grandes problemas com o jogo: o modo cooperativo não é uma campanha separada, e muitos dos mapas mais para frente parecem ter sido feitos para dois jogadores." Para Francis, o grande número de caminhos de onde os inimigos podem vir tornava quase impossível terminar um nível sem a ajuda de outro jogador. Entretanto, Adam Bieessener do GameInformer sentiu o oposto, dizendo que a necessidade de "lutar batalhas desesperadas para que possa ir correndo até o próximo foco de problemas" dá mais emoção ao jogo, assim como a necessidade de repensar sua estratégia para cada novo inimigo que aparece.